# Barnaarcú álszajkó
A barnaarcú álszajkó (Trochalopteron henrici) a madarak osztályának verébalakúak (Passeriformes) rendjébe és a Leiothrichidae családjába tartozó faj.
Magyar neve forrással nincs megerősítve.

## Rendszerezése
A fajt Émile Oustalet francia zoológus írta le 1892-ben. Sorolják a Garrulax nembe Garrulax henrici néven is.

## Előfordulása
Dél-Ázsiában, Kína délnyugati és India északkeleti részén honos. A természetes élőhelye a szubtrópusi és trópusi hegyi esőerdők és magaslati cserjések, valamint szántóföldek és vidéki kertek. Állandó nem vonuló faj.

## Megjelenése
Testhossza 24,5-26 centiméter, testtömege 60-70 gramm.

## Életmódja
Feltehetően gerinctelenekkel és növényi anyagokkal táplálkozik.

## Természetvédelmi helyzete
Az elterjedési területe nem nagy, egyedszáma ismeretlen. A Természetvédelmi Világszövetség Vörös listáján nem veszélyeztetett fajként szerepel.